# 成田純治
成田 純治（なりた じゅんじ、1940年〈昭和15年〉11月18日 - ）は、日本の実業家。一般社団法人日本広告業協会理事長、株式会社博報堂DYホールディングス取締役相談役、株式会社博報堂取締役相談役、一般社団法人日本イベント産業振興協会相談役、公益社団法人日本マーケティング協会顧問、立教新座中学校・高等学校同窓会燦紫会会長。東京都出身。

## 経歴
立教大学経済学部卒業後、1965年博報堂入社。1995年に取締役。常務取締役、専務執行役員を経て、2003年博報堂DYホールディングス取締役、博報堂代表取締役社長。2010年博報堂DYホールディングス代表取締役会長、博報堂代表取締役会長。2017年博報堂取締役相談役、2019年博報堂DYホールディングス取締役相談役。

## 履歴

### 学歴・職歴
- 1965年（昭和40年）3月 - 立教大学経済学部卒業[5]。
- 1965年（昭和40年）8月 - 株式会社博報堂入社[6]。
- 1995年（平成7年）2月 - 株式会社博報堂取締役 メディアユニットテレビ局局長[6]。
- 1998年（平成10年）12月 - 株式会社博報堂常務取締役 第4広告カンパニー長[6]。
- 2002年（平成14年）6月 - 株式会社博報堂取締役専務執行役員 営業統括担当[6]。
- 2003年（平成15年）10月 - 株式会社博報堂DYホールディングス設立 非常勤取締役[6]。
- 2003年（平成15年）10月 - 株式会社博報堂代表取締役社長[6]。
- 2005年（平成17年）4月 - 財団法人東京観光財団（現・公益財団法人東京観光財団）理事[7]。
- 2005年（平成17年）5月 - 一般社団法人日本広告業協会理事[5]。
- 2006年（平成18年）7月 - 一般社団法人日本広告業協会副理事長 海外交流委員会担当[5]。
- 2009年（平成21年）2月 - 日比谷公会堂開設80周年記念事業実行委員会委員[8]。
- 2010年（平成22年）6月 - 株式会社博報堂DYホールディングス代表取締役会長[9]。
- 2010年（平成22年）6月 - 株式会社博報堂代表取締役会長[9]。
- 2012年（平成24年）3月 - 公益財団法人博報児童教育振興会（現・公益財団法人博報堂教育財団）理事長[10]。
- 2013年（平成25年）6月 - 一般社団法人日本イベント産業振興協会代表理事兼会長[11]。
- 2015年（平成27年）5月 - 立教新座中学校・高等学校同窓会燦紫会会長（現任）[12]。
- 2015年（平成27年）6月 - 株式会社博報堂DYホールディングス取締役会長[13]。
- 2015年（平成27年）6月 - 株式会社博報堂取締役会長[13]。
- 2017年（平成29年）4月 - 株式会社博報堂取締役相談役（現任）[14]。
- 2017年（平成29年）5月 - 一般社団法人日本広告業協会理事長（現任）[15]。
- 2018年（平成30年）6月 - 一般社団法人日本イベント産業振興協会相談役（現任）。
- 2019年（令和元年）6月 - 株式会社博報堂DYホールディングス取締役相談役（現任）[16]。
- 2019年（令和元年）7月 - 公益財団法人博報児童教育振興会（現・公益財団法人博報堂教育財団）理事（現任）。

### 受賞・栄誉
- 2015年（平成27年）2月 - 第50回吉田秀雄記念賞（一般社団法人日本広告業協会）[5]。
- 2015年（平成27年）12月 - 第35回白川忍賞（公益社団法人東京広告協会）[17]。

## 映画作品
- 1995年7月15日 - 耳をすませば
- 1996年1月27日 - Shall we ダンス?
- 1996年7月13日 - ガメラ2 レギオン襲来
- 1998年5月16日 - 卓球温泉
- 1999年3月6日 - ガメラ3 邪神覚醒
- 1999年7月17日 - ホーホケキョ となりの山田くん
- 2001年2月3日 - 回路
- 2002年7月20日 - 猫の恩返し
- 2002年7月20日 - ギブリーズ episode2